# Piadań
Piadań (biał. Пядань; ros. Пядань) – wieś na Białorusi, w obwodzie mińskim, w rejonie borysowskim, w sielsowiecie Msciż. W 2009 roku liczyła 4 mieszkańców.